# 葛井河守
葛井 河守（ふじい の かわもり、生没年不詳）は、奈良時代の官人。姓は連。官位は外従五位下・参河介。

## 経歴
称徳朝初頭の天平神護元年（765年）正月に正七位上から五階昇進して外従五位下に叙せられ、2月に右衛士少尉に任ぜられる。天平神護3年（767年）伊賀守に遷ると、神護景雲3年（769年）遠江介と称徳朝後半は地方官を務めた。
光仁朝に入ると宝亀3年（771年）木工助として京官に復すが、光仁朝末の宝亀11年（780年）参河介として再び地方官を務めている。

## 官歴
『続日本紀』による。
- 時期不詳：正七位上
- 天平神護元年（765年） 正月7日：外従五位下（越階）。2月8日：右衛士少尉
- 天平神護3年（767年） 8月11日：伊賀守
- 神護景雲3年（769年） 6月9日：遠江介
- 宝亀3年（771年） 11月1日：木工助
- 宝亀11年（780年） 3月20日：参河介